# Against Me!
Against Me! ist eine US-amerikanische Band aus Gainesville, Florida. Ihr Musikstil beinhaltet mehrere Einflüsse, unter anderem Country, Hardcore, Folk, Punk sowie Blues.

## Geschichte

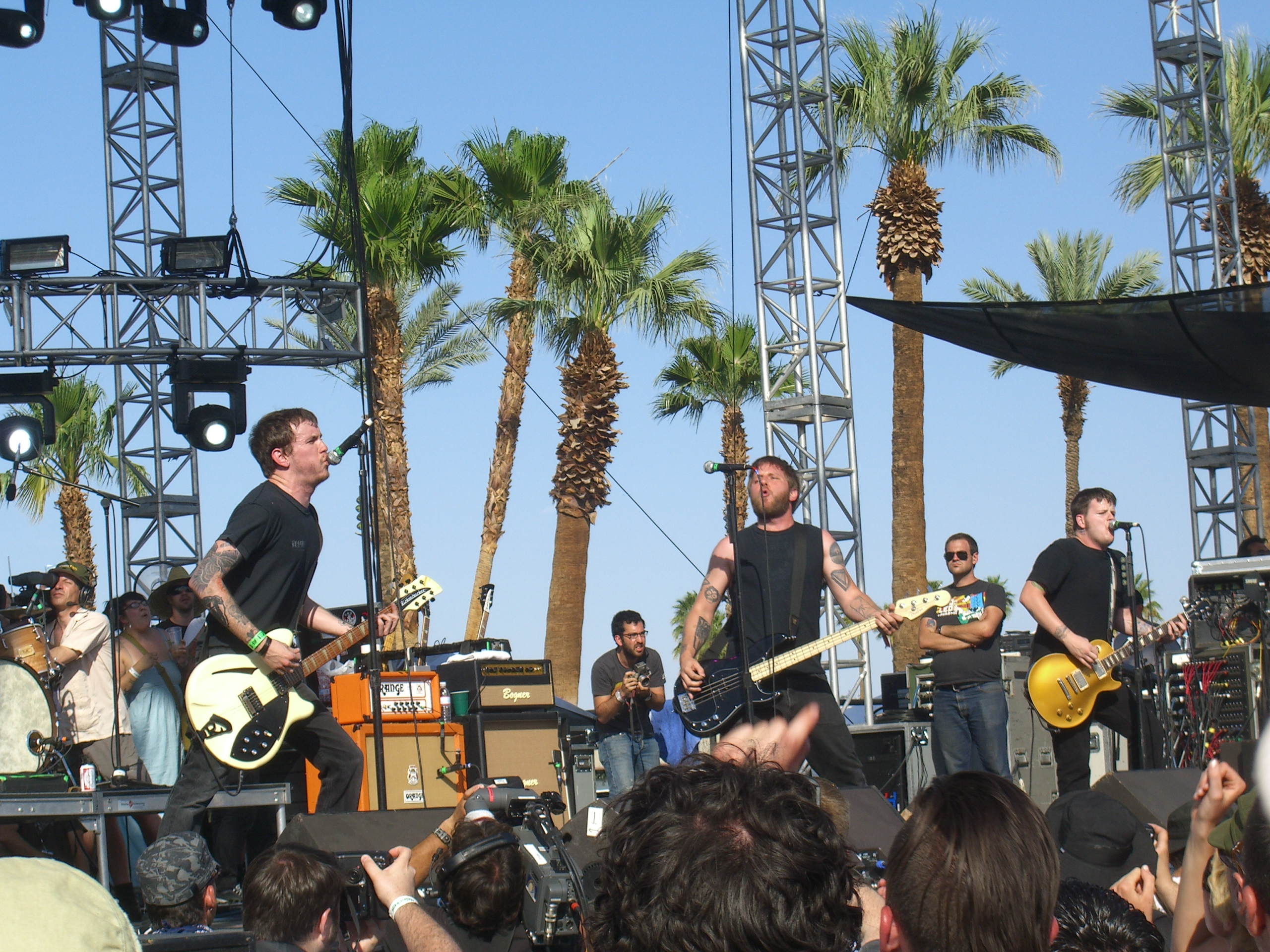
Against Me! im Jahre 2007 auf dem Coachella Valley Music and Arts Festival in Indio, Kalifornien.

Against Me! wurde ursprünglich als Solo-Band in Florida von Laura Jane Grace gegründet. Grace schrieb ihre Lieder anfangs für die Akustikgitarre. Zunächst konnte sie nur schwer mit anderen Musikern zusammenarbeiten und erst drei Jahre nach der Gründung wurde die Bandbesetzung mit einem weiteren Gitarristen, einem Bassisten und einem Schlagzeuger vervollständigt.
Nach einigen Demotapes und EPs nahm die Band, die nach wie vor nur einen regionalen Namen hatte, beim Label No Idea Records ihr erstes Studioalbum Reinventing Axl Rose auf. Der Erfolg des Albums war eine große Überraschung für alle Bandmitglieder.
Mehrere Plattenfirmen wurden durch diesen ersten Erfolg auf die Band aufmerksam und sie bekam ihren ersten Plattenvertrag bei Fat Wreck Chords. Dort erschienen die Alben As the Eternal Cowboy und Searching for a Former Clarity. 2005 wechselten sie zum Major Label Sire Records, auf dem sie 2007 ihr viertes Studioalbum New Wave veröffentlichten.
Am 8. Juni 2009 kündigte der Schlagzeuger Warren Oakes nach 8 Jahren Zusammenarbeit den Austritt aus der Band an. Er wurde durch George Rebelo von Hot Water Music ersetzt. Dieser verließ die Band jedoch Ende 2010 wieder, um zu Hot Water Music zurückzukehren. Seit 2010 war Jay Weinberg der neue Drummer der Band.
Am 8. Mai 2012 kündigte Grace gegenüber dem Rolling Stone Magazine an, sich einer Geschlechtsangleichung zu unterziehen und fortan unter dem Namen Laura Jane Grace als Frau weiterzuleben. Das Interview veröffentlichte das „Rolling Stone Magazine“ am 11. Mai 2012.
Im Dezember 2012 verließ Jay Weinberg die Band. Bei darauf folgenden Konzerten saß Atom Willard für Against Me! am Schlagzeug. Seit dem 31. Juli 2013 ist er offizielles Mitglied von Against Me!.
Am 2. Mai 2013 gab der langjährige Bassist Andrew Seward seinen Bandaustritt bekannt. Nachfolger am Bass wurde Inge Johansson, der in der Vergangenheit bei Refused und The (International) Noise Conspiracy aktiv war. Andrew Seward kehrte im Juli 2018 wieder offiziell als Bassist zu Against Me! zurück.

## Diskografie

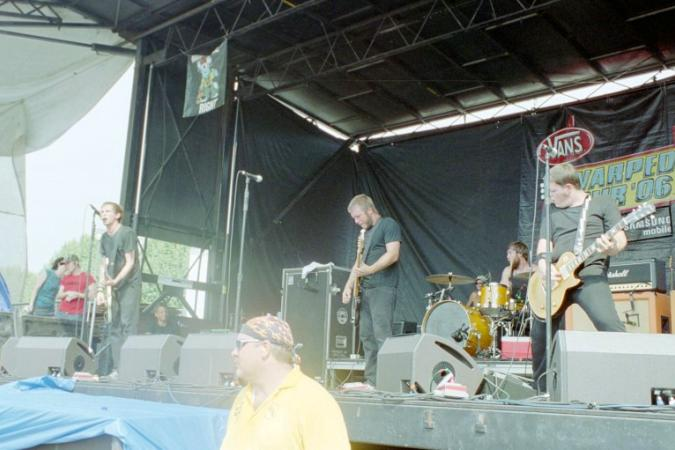
Against Me! auf der Warped Tour 2006 in Charlotte, North Carolina

### Demos
- 1997: Against Me! (auch bekannt als Tom’s Demo oder Tom’s First Demo)
- 1998: Vivida Vis!

### EPs
- 2000: Against Me! EP (Crasshole)
- 2001: Crime As Forgiven By (Plan-It-X Records [CD]/Sabot Productions [7″])
- 2001: The Acoustic EP (Sabot Productions)
- 2002: The Disco Before the Breakdown (No Idea Records)

### Studioalben
- 2002: Reinventing Axl Rose (No Idea Records)
- 2003: As the Eternal Cowboy (Fat Wreck Chords)
- 2005: Searching for a Former Clarity (Fat Wreck Chords)
- 2007: New Wave (Sire Records)
- 2009: The Original Cowboy (Demo des zweiten Studioalbums, Fat Wreck Chords)
- 2010: White Crosses (New Wave Records)
- 2011: Total Clarity (Demo des dritten Studioalbums)
- 2011: Black Crosses (Neuauflage unter eigenem Label des Albums White Crosses)
- 2014: Transgender Dysphoria Blues (Total Treble Music)
- 2016: Shape Shift with Me (Total Treble Music, auch Cooking Vinyl)

### Livealben
- 2006: Americans Abroad!!! Against Me!!! Live in London!!! (Fat Wreck Chords)
- 2015: 23 Live Sex Acts (Total Treble Music)

### Singles
- 2001: The Acoustic (EP)
- 2004: Cavalier Eternal 7″ (No Idea Records)
- 2005: Sink, Florida, Sink 7″ (No Idea Records)
- 2005: Don’t Lose Touch 12″ (Fat Wreck Chords)
- 2006: From Her Lips to God’s Ears 12″ (Fat Wreck Chords)
- 2007: Thrash Unreal
- 2007: White People for Peace  12″ (Sire Records)
- 2008: Stop! 7″ (Sire Records)

### Videoalben
- 2004: We’re Never Going Home (Interviews, Live-Shows und anderes Film-Material)